# علم دلالات الألفاظ
علم دلالات الألفاظ  هو دراسة المعنى، عادة في اللغة. وكلمة «دلالات» في حد ذاتها تدل على مجموعة من الأفكار، من شعبية إلى درجة عالية من التقنية. وغالبا ما يستعمل في اللغة العادية للدلالة على مشكلة التفاهم التي تأتي إلى اختيار كلمة أو مدلول. وتعتبر مشكلة التفاهم هذه موضع تحقيقات رسمية عديدة، على مدى فترة طويلة من الزمن. وفي علم اللغويات، هي دراسة تفسير الإشارات أو الرموز
كما يستخدمها عملاء أو مجتمعات داخل ظروف وسياقات معينة. ومن هذه الوجهة، فإن لكل من الأصوات، وتعبيرات الوجه، ولغة الجسد، والـ قربيات (اجتماع) دلالة (معنى)، وكل منها له فروع عديدة من الدراسة. أما في اللغة المكتوبة، فإن الأشياء أمثال تركيب الفقرات وعلامات التنقيط لها محتوى دلالي؛ وفي أشكال أخرى من اللغة، هناك محتويات دلالية آخرى.
تتعارض الدراسة الرسمية للدلالات مع العديد من المجالات الآخرى من التحقيق، والتي تشمل المتقاربات والمعجمية وبناء الجملة، وعلم أصل الكلمة وآخرى، على الرغم من أن دلالات الألفاظ تعتبر مجال معرف جيداً في حد ذاته، غالباً مع الخصائص التركيبية.
```
تعتبر الدلالات والمرجعية، في فلسفة اللغة، مجالات متصلة ببعضها. وتشمل المجالات الآخرى ذات الصلة كلاً من 
فقه اللغة
، 
والتواصل
، 
والسيميائية.
 وبالتالي تكون الدراسة الرسمية لعلم دلالات الألفاظ معقدة.
```

أحياناً ماتتعارض الدلالات مع بناء الجملة، وهي دراسة رموز اللغة (بدون الرجوع إلى معناها)، والبراغماتية، وهي دراسة العلاقات بين الرموز واللغة، ومعناها، ومستخدمين اللغة.
تعتبر كلمة الدلالات في معناها الحديث أنها ظهرت لأول مرة بالفرنسية على صورة sémantique في كتاب مايكل بريل علم 1897، Essai de sémantique.
ويسمى علم دلالات الألفاظ في المفردات العلمية الدولية أيضا علم تطور دلالات الألفاظ.
يتميز نظام علم دلالات الألفاظ عن دلالات الألفاظ العامة لألفريد كورزبسكي، والتي تعتبر نظام للنظر في ردود فعل الدلالات للمنظمة البشرية كلها في بيئتها لبعض الأحداث، أو المزية أو غير ذلك.

## اللغويات
يعتبر علم دلالات الألفاظ مجال فرعي تم تكريسه لدراسة المعنى، كملازم لمستويات الكلمات، والعبارات والجمل، والوحدات الأكبر من الخطاب (يشار إليها على انها النصوص).
تعتبر المنطقة الأساسية للدراسة هي معنى الإشارات، ودراسة العلاقات بين الوحدات اللغوية المختلفة: الجناس، والمرادف، والمتضادات، وتعدد المعاني، paronyms، اسم مشمول، اسم مشمول، اسم جزء، والكناية والمجاز المرسل، اسم كل، exocentric / endocentric، والمركبات اللغوية. ومن دواعي القلق الرئيسي هو كيفية ارتباط المعنى بقطعة أكبر من النص، وذلك محتمل أن يكون نتيجة للتكوين من الوحدات الأصغر للمعنى.
وتقليديا، فإن الدلالات قد شملت دراسة الحس والمرجعية الدلالية، وشروط المصداقية، وهيكل البرهان، والأدوار الموضوعية، وتحليل الخطاب، والربط بين جميع تلك العناصر لبناء الجملة.
تتعلق الدلالات مع نماذج المعنى من حيث دلالة المنطق. وبالتالي فإن جملة جون يحب الكعك يمكن تقسيمها إلى مكوناتها (إشارات)، حيث يمكن أن تكون وحدة «يحب» بمثابة منبع نحوي ودلالي.

### قواعد مونتيج
في أواخر عام 1960، اقترح ريتشارد مونتيج نظام لتحديد المداخل الدلالية في المعجم من حيث تفاضل وتكامل لامبدا. ومن حيث هذه الشروط، فيمكن الآن أن يوضح اعراب الجملة التي بالأعلى أن يحب هي الفعل، وأن مدخولها في القاموس يمكن أن يشير إلى الحجج حيث أن الفاعل، جون، والمفعول به، الكعك، مع الدور الخاص لـ "a" (الذي أسماه مونتيج المحدد للكمية). ونتج ذلك عن ارتباط الجملة بالمسند المنطقي يحب (جون، الكعك)، وبالتالي ربط الدلالات بنماذج القواعد النحوية للجملة. وبالتالي فإن المفعول به المنطقي الذي تم الحصول عليه سيكون بمزيد من التفصيل، مثال. استخدام نماذج نظرية الحقيقة، والتي تربط المعاني في النهاية بمجموعة من مسلمات تارسكيان، والتي يمكن أن تقع خارج نطاق المنطق. ويعتبر مفهوم تلك الذرات المعنوية أو الأوليات هو أساس لغة فروض التفكير من السبعينات.
كانت قواعد مونتيج مقصورة على تنوع حس الكلمة المعتمد على السياق، على الرغم من تميزها، وأدى ذلك إلى عدة محاولات لدمج السياق، مثل:
- دلالات الموقف ('80): الحقيقة ذات القيمة تكون غير مكتملة، ويحصل عليها على أساس السياق.
- المعجم التوليدي (90): الفئات (أنواع) تكون غير مكتملة، ويحصل عليها على أساس السياق

### الدورة الديناميكية في معاني الكلمات
ليس هناك آلية لتعلم علاقات الدلالات، في لغويات كومسكيان، وتعتبر وجهة النظر الأصلية أن جميع مفاهيم الدلالات وراثية. وبالتالي، فإنه حتى المفاهيم الجديدة المقترحة كانت كامنة في بعض المعاني. ويُعتقد أن هذا الرأي غير قادر على معالجة العديد من المواضيع مثل المجاز أو المعاني الترابطية، والتغيير الدلالي، والذي تتغير فيه المعاني داخل المجتمع اللغوي على مر الزمن، والـ كيفيات محسوسة أو تجربة ذاتية. وهناك مسألة أخرى لم يتناولها النموذج المولد وهي كيف يتم اتحاد الإشارات الإدراكية في التفكير، مثل. في التناوب العقلي.
يجري الآن نقاشاً حاداً حول هذا الرأي للدلالات، باعتبارها معنى فطري محدود موروث في الوحدة المعجمية الذي يمكن أن يتكون لتوليد المعاني لقطعة أكبر من الخطاب، في مجال اللسانيات المعرفية الناشئة 
وأيضا في غير المخيم غير الـ Fodorian في فلسفة اللغة. <المرجع
اسم = Peregrin :2003>
Jaroslav Peregrin (2003). Meaning: The Dynamic Turn. Current Research in the Semantics/Pragmatics Interface. London: Elsevier. </ المرجع>
يتم دفع هذا التحدي عن طريق:
- العوامل الدخيلة على اللغة، مثل مشكلة حل الدلالية أو الجناس (مثل هذا x، هو، الأسبوع الماضي). وفي هذه الحالات يعمل «السياق» بمثابة المدخلات، ولكن ملكة الكلام المفسر أيضا تعدل من السياق، لذلك فإنه يعتبر المخرجات أيضاً. وبالتالي، فإن التفسير يكون ديناميكي بالضرورة ويتم رؤية معنى الجملة كاحتمالات تغيير للسياق بدلاً من الاقتراحات.
- العوامل الخارجية للغة، بمعنى أن اللغة ليست مجموعة من العلامات الملصقة على الأشياء، ولكنها "أدوات"، تقع أهمية عناصرها في الطريقة التي تؤدي بها بدلاً من التحاقها بالأشياء." ويعكس هذا الرأي موقف فيتجنشتاين في وقت لاحق ومثاله للعبة الشهير، ومتعلق بموقف كواين، وديفيدسون، وغيرهم.

وثمة مثال ملموس لهذه الظاهرة الأخيرة هو أن المعاني الدلالية الموجودة تحت التخصيص -- تكون غير مكتملة بدون بعض العناصر من السياق.
```
لنأخذ مثالا من كلمة واحدة، ولتكن «أحمر»، ومعناها في عبارة مثل 
كتاب أحمر
 يكون مشابه لاستخدامات أخرى عديدة، ويمكن أن ياتي في صورة حال.
[
6
]
 ومع ذلك، فإن الألوان التي تنطوي عليها عبارات مثل «نبيذ أحمر» (غامق جدا)، و«شعر أحمر» (نحاسي)، أو «التربة الحمراء»، أو «الجلد أحمر» تكون مختلفة جدا. وفي الواقع، فإن هذه الألوان في حد ذاتها لاتسمى «أحمر» من قبل الناطقين بها. هذه الحالات هي المقارنات، وبذلك فإن «النبيذ الأحمر» هو ما يسمى فقط بالمقارنة مع نوع آخر من أنواع النبيذ (والذي يكون أيضا غير «أبيض» لنفس الأسباب). يرجع هذا الرأي إلى 
دي سوسيه
:
```

ويكون لكل مجموعة من المترادفات مثل redouter (أن ترهب)، وcraindre (أن تخاف)، وavoir peur (يتم تخويفك) قيمة خاصة وذلك فقط لأنهم يقفوا في تناقض مع بعضهم البعض. ولايوجد ولا كلمة لها قيمة يمكن تعريفها بشكل مستقل بما هو موجود أيضاً بالقرب منها.
ويمكن العودة إلى وجهات النظر الهندية القديمة في اللغة، خصوصاً وجهة نظر نايايا للكلمات على أنها مؤشرات وليست ناقلات للمعنى.
يمكن ايجاد محاولة للدفاع عن النظام القائم على معني حروف الجر للمعنى الدلالي في نموذج المعجم التوليدي لجايمس بوستجوفسكي، الذي أمد العمليات السياقية (القائمة على نوع التحول)داخل القاموس. وبالتالي تكون المعاني مولدة على الطيران القائم على سياق محدود.

### نظرية النموذج
مجموعة أخرى من المفاهيم المتصلة بالغموض في الدلالات تقوم على أساس
النماذج. وهي من عمل اليانور روسك وجورج لاكوف
عام 1970 مما أدى إلى رأي الذي مفاده أن
الفئات الطبيعية لاتصنف على حسب
الظروف الضرورية والكافية، ولكنها تصنف (غامضة في حدودها)، وتكون غير متناسقة على حسب
حالة أعضائها المكونة لها.
لاتعتبر نظم الفئات موضوعية «بالخارج» في العالم ولكنها
تتجذر في تجربة الأشخاص. تتطور هذه الفئات على أنها مفاهيم مستفادة
للعالم—فالمعنى ليس حقيقة موضوعية، ولكنه
بناء ذاتي، يتم تعلمه من خلال الخبرة، وتنشأ اللغة من
المعرفة الأساسية لنظمنا المفاهيمية
في التجسيد المشترك والخبرة الجسدية".
والنتيجة الطبيعية لذلك هي أن الفئات المفاهيمية (أي المعجم) سوف لاتكون مطابقا للثقافات المختلفة،
أو في الواقع، لكل فرد في نفس الثقافة. مما
يؤدي ذلك إلى مناقشة أخرى (انظر لفرضية ورف سابير أو كلمات الإسكيمو عن الثلج).
تم ايجاد الأسماء الإنجليزية عن طريق تحليل اللغة حيث وجد أنها تحتوي على 25 سمة دلالية مختلفة، كلاً منها مرتبط بنمطها الخاص لنشاط المخ fMRI. حيث تتنبأ المساهمة الفردية لكل متغير بنمط fMRI عندما تؤخذ الأسماء في الاعتبار مما يدعم الرأي القائل بأن الأسماء تستمد معناها من الخبرة السابقة المرتبطة بالرمز المشترك.

## علوم الكمبيوتر
في علوم الكمبيوتر، والتي تعتبر بمثابة تطبيق المنطق الرياضي، فإن الدلالات تعكس معنى البرامج أو الوظائف.
وفي هذا الصدد، فإن الدلالات تسمح للبرامج بفصلها إلى جانبها البنائي (التركيب النحوي) ودورها الدلالي (المعنى). وعلى سبيل المثال، فإن العبارات التالية تستخدم جمل مختلفة، ولكنها تناقش نفس التعليمات:
- x += y (C, Java, Python, etc.)
- x := x + yx := x + y (Pascal)
- Let x = x + y (early BASIC)
- x = x + y (most BASIC dialects, Fortran)
- (incf x y) (Common Lisp)

وعموما فإن جميع هذه العمليات سوف تقوم كلها بالإضافة الحسابية لـ y إلى x وتخزن الناتج في متغير يسمى 'x'.
تقع الدلالات الخاصة بتطبيقات الحاسوب في ثلاث فئات هي:
- الدلالات التنفيذية: يتم تعيين معنى البناء عن طريق حسابه الذي يحثه عندما يتم تنفيذه على الجهاز.

```
وعلى وجه الخصوص، فمن الضروري 
كيف
 يتم إنتاج تأثير العملية الحسابية.
```

- الدلالات المعلمة: يتم تمثيل المعاني بواسطة الأهداف الرياضية التي تمثل تأثير تنفيذ النظم. وبالتالي يكون فقط التأثير هو موضع الاهتمام، وليس كيفية الحصول عليه.
- الدلالات البديهية: هي الخصائص المحددة لتأثير تنفيذ النظم كما هي معبر عنها بالتأكيدات. وبالتالي قد يكون هناك جوانب من العمليات التي يتم تنفيذها متجاهله.

يشير الويب الدلالي إلى تمديد الشبكة العالمية من خلال تضمين المزيد من البيانات الوصفية الدلالاية؛ s.a. لغة علم الوجود على الإنترنت (OWL)

## علم النفس
في علم النفس، تعتبر الذاكرة الدلالية هي الذاكرة الخاصة بالمعاني- وبعبارة أخرى، فإنها هي الجانب من الذاكرة الذي يحتفظ فقط بجوهر، الأهمية العامة، التجارب التي يمكن تذكرها- في حين أن الذاكرة العرضية هي الذاكرة الخاصة بالتفاصيل سريعة الزوال - السمات الفردية، أو التفاصيل الفريدة من نوعها من الخبرة. ويقاس معنى الكلمة من الجماعة التي تبقى عليها، بمعنى العلاقات بين الكلمات نفسها في الشبكة الدلالية. تعتبر الروابط والتركيبات الفاسدة للشبكة، التي صنعها الأشخاص من خلال تحليل فهمهم للكلمة (مثل وردنت) قليلة في العدد والنوع، وتشمل «جزءا من»، و«نوعاً من»، وروابط مماثلة. تعتبر الروابط في الانتولوجيا الآلية هي نواقل محسوبة بدون معنى واضح. تم تطوير مختلف التقنيات المتحركة من أجل حساب معنى الكلمات؛ فهرسة الدلالات الكامنة وآلات حامل الدعم وكذلك معالجة اللغة الطبيعية، والشبكات العصبية وفرض تقنيات التفاضل والتكامل.

### أكبر المساهمين في مجال علم الدلالة
| - برتراند راسل - ألفريد تارسكي - رودولف كارناب - جون بيري | - ناعوم تشومسكي - ديفيد كابلان - يورغن هابرماس - تشارلز ساندرز بيرس | - جورج لاكوف - مايكل دوميت |

### اللغويات والسيميائية
| - علم التسمية - فعلانية | - السيميائية - سويمة - صيرورة العلامات - السيميائية |

### المنطق والرياضيات
- نظرية النموذج
- مبرهنات عدم الاكتمال لغودل

### علوم الكمبيوتر
- تمثيل المعرفة
- التكامل الدلالي

## وصلات خارجية
- semanticsarchive.net
- صفحة للتدريس ألف المستوى دلالات
- نعوم تشومسكي، في إشارة وجامعة هارفارد، 30 أكتوبر 2007 (فيديو)
- راي Jackendoff، المفاهيمي الدلالة، جامعة هارفارد، 13 نوفمبر 2007 (فيديو)
- بيولوجيا الأنظمة الدلالية